# Barranc de Valldecom
El Barranc de Valldecom o Barranc d'Huguets és un torrent afluent per la dreta de la Riera de Sallent que realitza tot el seu recorregut pel terme municipal de Pinell de Solsonès.
Neix al peu del vessant de ponent del Serrat de l'Ascensió. De direcció predominant cap al sud, passa per l'est de les masies d'Huguets, Cal Gabriel, Valldecom i Torralta i desguassa al seu col·lector sota el nucli de Sallent.

## Xarxa hidrogràfica
La seva xarxa hidrogràfica, que també transcorre íntegrament pel terme municipal de Pinell de Solsonès, està constituïda per 25 cursos fluvials la longitud total dels quals suma 16.581 m.